# Eucereon minuta
Eucereon minuta là một loài bướm đêm thuộc phân họ Arctiinae, họ Erebidae.